# Walter Harras (Maler)
Walter Harras (* 9. März 1895 in Großenhain; † 15. März 1976 in Dresden) war ein deutscher Gebrauchsgrafiker und Maler.

## Leben und Werk
Harras absolvierte in Großenhain eine Lehre als Dekorationsmaler, studierte an der Kunst- und Gewerbefachschule in Berlin und arbeitete dann in Großenhain als freischaffender Gebrauchsgrafiker. Das Adressbuch verzeichnete ihn dort u. a. 1924 und 1937 als Graphiker in der Albertstraße 6. Harras war seit den 1920er Jahren mit Werbegrafiken, Plakaten und Bildern in der Stadt präsent. Für das Großenhainer Tageblatt schuf er u. a. 1930 Vignetten vom Rathaus und vom Naundorfer Tor. 1935 entwarf er eine Werbebrief-Plakette „Großenhain hat Weltruhm“. Ein wichtiger Auftraggeber war die Industrie- und Kunstdruckanstalt Niedersedlitz. Neben dieser Brot-Arbeit betätigte sich Harras als freier Maler und Grafiker, vor allem mit Linolschnitten.
Harras nahm als Soldat der Wehrmacht am Zweiten Weltkrieg teil. Nach der Entlassung aus der Kriegsgefangenschaft erhielt er 1945 eine Anstellung im Behördendienst. Aber schon 1946 machte er sich in Großenhain als Künstler selbstständig. Werke Harras’ hatten in der Stadt wieder prägenden Einfluss. So entwarf er 1954 das Plakat zur 1000-Jahr-Feier und Bilder für den großen Festumzug. Er schuf für öffentliche Gebäude mehrere heute nicht mehr existierende Wandbilder. Bilder Harras’ wurden von Institutionen und Betrieben angekauft.
Harras war Mitglied des Verbands Bildender Künstler der DDR. 1952 berief ihn der Verband in die „1. Sozialistische Künstlerbrigade“, deren Mitglieder Werke im Sinn und Stil des Sozialistischen Realismus für die Dritte Deutsche Kunstausstellung schaffen sollten. Im Rahmen eines Patenschaftsvertrags mit dem Stahl- und Walzwerk Gröditz schuf Harras eine Anzahl von Ölbildern, die Stahlwerker in wuchtiger Pose darstellen. Neben seiner künstlerischen Tätigkeit leitete er einen Zirkel für bildende Kunst im heutigen Werner-von-Siemens-Gymnasium.
Harras ging mit der Ideologie und Politik der DDR konform und schuf u. a. auch Porträts von Marx und Engels und ein Gemälde „August Bebel in Großenhain“. Anfang der 1960er Jahre malte er eine Serie von Bildern, die Lehrer und Schüler bei der praktischen Arbeit im polytechnischen Unterricht zeigen.
Die Zeitschrift Eulenspiegel nannte ihn 1982 in einer kleinen Notiz lobend einen „Arbeitermaler“. „Harras war nach der Wende nicht mehr wohlgelitten und geriet in Vergessenheit. Er galt als staatstreuer Großenhainer Künstler.“
Arbeiten Harras’ befinden sich vor allem im Museum Alte Lateinschule Großenhain.

## Werke
- Held der Arbeit Hofmann hält Produktionsbesprechung im Stahlwerk Gröditz (um 1952, Öl, 165 × 115 cm; auf der Dritten Deutsche Kunstausstellung)[4]
- Die Stahlprobe (um 1952, Öl, 160 × 190 cm; auf der Dritten Deutsche Kunstausstellung)[5]
- Stahlwerker (um 1952, Öl/Leinwand, 185 × 130 cm; Sächsischer Kunstfonds, Inv.-Nr. 14/2012)[6]
- Lutz (um 1962, Öl, auf der Fünften Deutsche Kunstausstellung)[7]

## Ausstellungen

### Postume Personalausstellung
- 2018: Großenhain, Museum Alte Lateinschule („Kunst im Kontext von Politik und Heimat“)[8]

### Teilnahme an Gruppenausstellungen
- 1952: Chemnitz, Schlossbergmuseum (Mittelsächsische Kunstausstellung)

- 1953 und 1962/1963: Dresden, Dritte und Fünfte Deutsche Kunstausstellung
- postum 2016: Großenhain, Museum Alte Lateinschule („Großenhain schwarz auf weiß“)